# Günther Oettinger

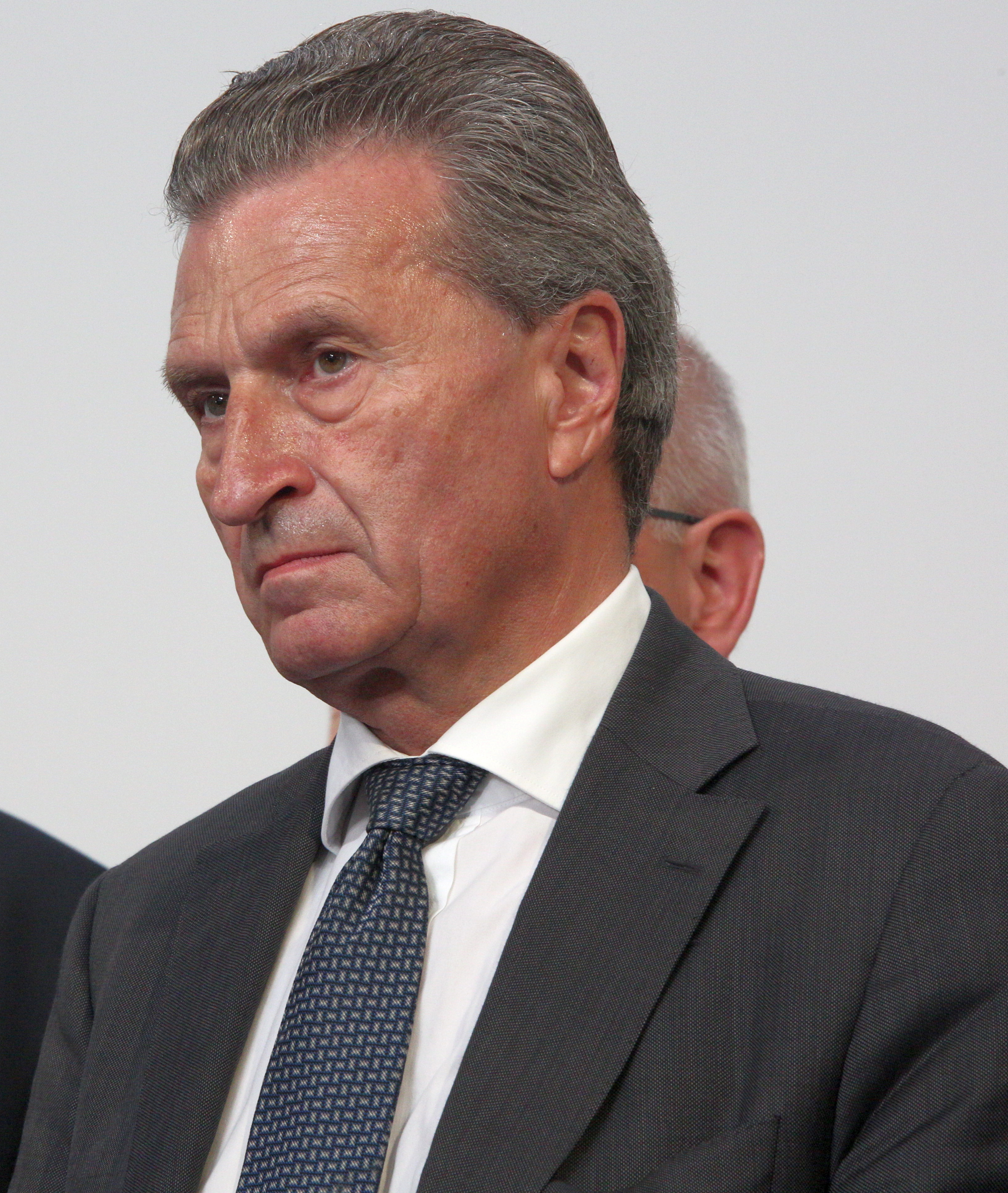
Günther Oettinger (2017)

Günther Hermann Oettinger (* 15. Oktober 1953 in Stuttgart) ist ein deutscher Politiker (CDU).
Von 2005 bis 2010 war er Ministerpräsident von Baden-Württemberg. Von 2010 bis 2019 gehörte er der EU-Kommission an, zunächst bis 2014 als Kommissar für Energie, von 2014 bis 2016 als Kommissar für Digitale Wirtschaft und Gesellschaft sowie zuletzt von 2017 bis 2019 als Kommissar für Haushalt und Personal. Seit 2021 ist er Präsident der EBS Universität für Wirtschaft und Recht.

## Leben

### Ausbildung
Oettinger ist evangelisch und wuchs in Ditzingen auf, wo sein Vater Hermann Oettinger eine Steuer- und Unternehmensberatungskanzlei betrieb und für die FDP dem Gemeinderat angehörte. Nach dem Abitur 1972 am Gymnasium Korntal-Münchingen studierte Oettinger Rechtswissenschaft und Volkswirtschaftslehre an der Universität Tübingen. Das Studium der Rechtswissenschaften beendete er 1978 mit dem ersten juristischen Staatsexamen; das Studium der Volkswirtschaftslehre beendete er ohne Abschluss. Nach dem zweiten juristischen Staatsexamen 1982 war er zwei Jahre bei einem Wirtschaftsprüfer und Steuerberater tätig. Seit 1984 arbeitet er als Rechtsanwalt in einer Wirtschaftsprüfer- und Anwaltskanzlei, deren Mitinhaber er seit 1988 ist.

### Parteilaufbahn
1977 gründete Oettinger in seiner Heimatstadt Ditzingen einen Ortsverband der Jungen Union. Aus dieser Zeit in der Jungen Union stammt auch seine Mitgliedschaft im sogenannten Andenpakt. Von 1983 bis 1989 war Oettinger deren Landesvorsitzender in Baden-Württemberg. Im Jahre 1988 sorgte Oettinger bundesweit für Aufsehen, als er den Rücktritt des damaligen Bundeskanzlers Helmut Kohl forderte. Als Gründe waren „seine Führungsschwäche und Konzeptionslosigkeit“ und Zweifel an der Regierungsfähigkeit der Union unter Kohl bei den anstehenden Wahlen 1990 angegeben worden.
Erneut für Aufsehen sorgte Oettinger 1989 als Landesvorsitzender der Jungen Union mit der Forderung, das Motorradfahren auf öffentlichen Straßen aus Sicherheitsgründen zu verbieten, die er in einem Interview mit der Zeitschrift Motorrad bekräftigte. In einem Interview 2006 erklärte er, die Forderung sei „unter dem Eindruck des Besuchs einer Unfallklinik entstanden“ und das Motorradfahren sei „eine schöne und reizvolle Freizeitbeschäftigung.“
Zwei Jahre später – 1991 – musste Oettinger wegen Fahrens mit 1,4 Promille Alkohol im Blut seinen Führerschein abgeben.
Von 1977 bis 1985 war Oettinger der Vorsitzende der CDU Ditzingen. 1980 und 1981 kandidierte Oettinger zweimal erfolglos um das Amt des Ditzinger Oberbürgermeisters. Dabei unterlag er 1980 dem SPD-Kandidaten Volker Baehr. Bei der nach dessen Tod erforderlich gewordenen folgenden Wahl im Dezember 1981 erreichte Oettinger trotz der Unterstützung der CDU im ersten Wahlgang nur rund 20 Prozent der Wählerstimmen. Gewählt wurde letzten Endes der ehemalige Hirschlander Bürgermeister Alfred Fögen, der wegen der Oettinger-Kandidatur aus der CDU ausgetreten war. 1997 machte sich Oettinger in einem Grundsatzpapier für Schuluniformen stark. Von 2001 bis 2005 war Oettinger Vorsitzender des CDU-Bezirksverbandes Nordwürttemberg. Außerdem war Oettinger seit 1999 Vorsitzender des Bundesfachausschusses für Medienpolitik der CDU.
Im März 2004 kündigte Oettinger seinen Anspruch auf das Amt des Ministerpräsidenten von Baden-Württemberg an. Ministerpräsident Erwin Teufel kündigte im Oktober 2004 an, zum 19. April 2005 seine Ämter als Landesvorsitzender der CDU und Ministerpräsident aufzugeben.
Oettinger wurde durch eine Mitgliederbefragung, deren Ergebnis am 2. Dezember 2004 verkündet wurde, zum Spitzenkandidaten der CDU für die Landtagswahl 2006 gewählt. Seine Konkurrentin, die baden-württembergische Kultusministerin Annette Schavan, die von Erwin Teufel favorisiert wurde, hatte nach der Niederlage bei der Mitgliederbefragung den Verzicht auf ihre Kandidatur bekannt gegeben.
Oettinger war vom 29. April 2005 bis zum 20. November 2009 auch Landesvorsitzender der CDU Baden-Württemberg. Ihm folgte Stefan Mappus, der auch Oettingers Nachfolge als Ministerpräsident antrat.

### Öffentliche Ämter

#### Abgeordneter
Von 1980 bis 1994 gehörte Oettinger dem Gemeinderat in Ditzingen an. Hier war er auch ab 1982 Vorsitzender der CDU-Fraktion.
Von 1984 bis zum 5. Februar 2010 war er Mitglied des Landtags von Baden-Württemberg. Dort war er vom 29. Januar 1991 bis zum 21. April 2005 Vorsitzender der CDU-Landtagsfraktion. Als Vorsitzender der Fraktion ließ er zwischen 1991 und 1993 das Fraktionsfest durch den Gastronomen Mario Lavorato abhalten. Die Kosten von 40.000 DM ließ er aus der Fraktionskasse zahlen. Gegen Lavorato wurde schon damals wegen Geldwäsche ermittelt. Später wurde Lavorato auch als Mafioso verurteilt. Günther Oettinger sagte jedoch, dass die Mafiaverbindung ihm nicht aufgefallen sei.
Oettinger konnte sich stets als Direktkandidat im Landtagswahlkreis Vaihingen durchsetzen – bei der Landtagswahl 2006 erreichte er 45,3 % der Stimmen. Nach seiner Mandatsniederlegung im Februar 2010 rückte Albrecht Fischer für ihn in den Landtag nach.

#### Ministerpräsident von Baden-Württemberg

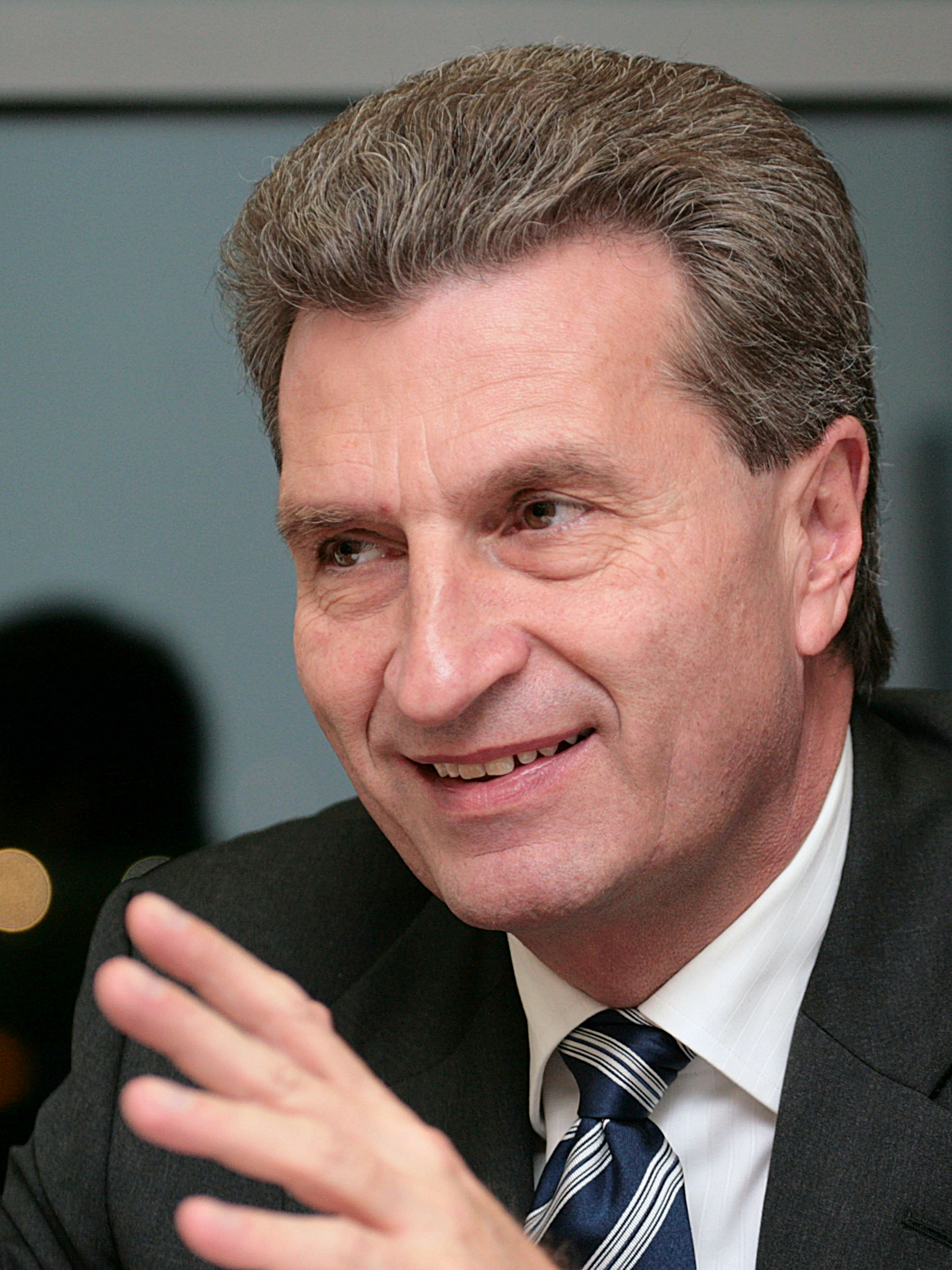
Günther Oettinger (2007)

Am 21. April 2005 wurde Oettinger vom Landtag mit den Stimmen von CDU und FDP zum Ministerpräsidenten des Landes Baden-Württemberg gewählt. Oettinger setzte 2005 die Einführung von Studiengebühren an den Hochschulen und Berufsakademien ab dem Sommersemester 2007 durch. In der Schulpolitik setzte sich Oettinger für das dreigliedrige Schulsystem bei gleichzeitig hoher Durchlässigkeit zwischen den verschiedenen Schulformen sowie den flächendeckenden und bedarfsgerechten Ausbau von Ganztagesschulen ein.
Bei der Landtagswahl am 26. März 2006 konnte die von ihm geführte Schwarz-gelbe Koalition ihre Mehrheit behaupten, wobei die CDU die absolute Mehrheit mit nur einer Abgeordnetenstimme verfehlte. Der Landtag wählte ihn am 14. Juni 2006 mit 85 Stimmen erneut zum Ministerpräsidenten und Chef der Landesregierung.
Im September 2006 kündigte Oettinger an, mittelalterliche Handschriften und Inkunabeln aus Beständen der Badischen Landesbibliothek in Karlsruhe im Wert von bis zu 70 Millionen Euro zugunsten des Hauses Baden verkaufen zu wollen (siehe Artikel Handschriftenverkäufe der Badischen Landesbibliothek). Wissenschaftler und wissenschaftliche Organisationen aus aller Welt reagierten auf dieses Vorhaben mit großer Empörung und bezeichneten es u. a. als „beispiellosen Akt der Barbarei“.
Im Bereich des öffentlichen Verkehrs einigten sich Oettinger, Bundesverkehrsminister Wolfgang Tiefensee und Bahnchef Hartmut Mehdorn am 19. Juli 2007 bei den Verhandlungen über die Neubaustrecke Wendlingen–Ulm und das Projekt Stuttgart 21 (die Umgestaltung des Bahnknotens Stuttgart). Bei voraussichtlichen Kosten von rund zwei Milliarden Euro für die Neubaustrecke erklärte sich Baden-Württemberg bereit, bis 2016 insgesamt 950 Millionen Euro zu investieren.
Oettinger legte zum 10. Februar 2010 sein Amt als Ministerpräsident nieder.

#### EU-Kommissar für Energie

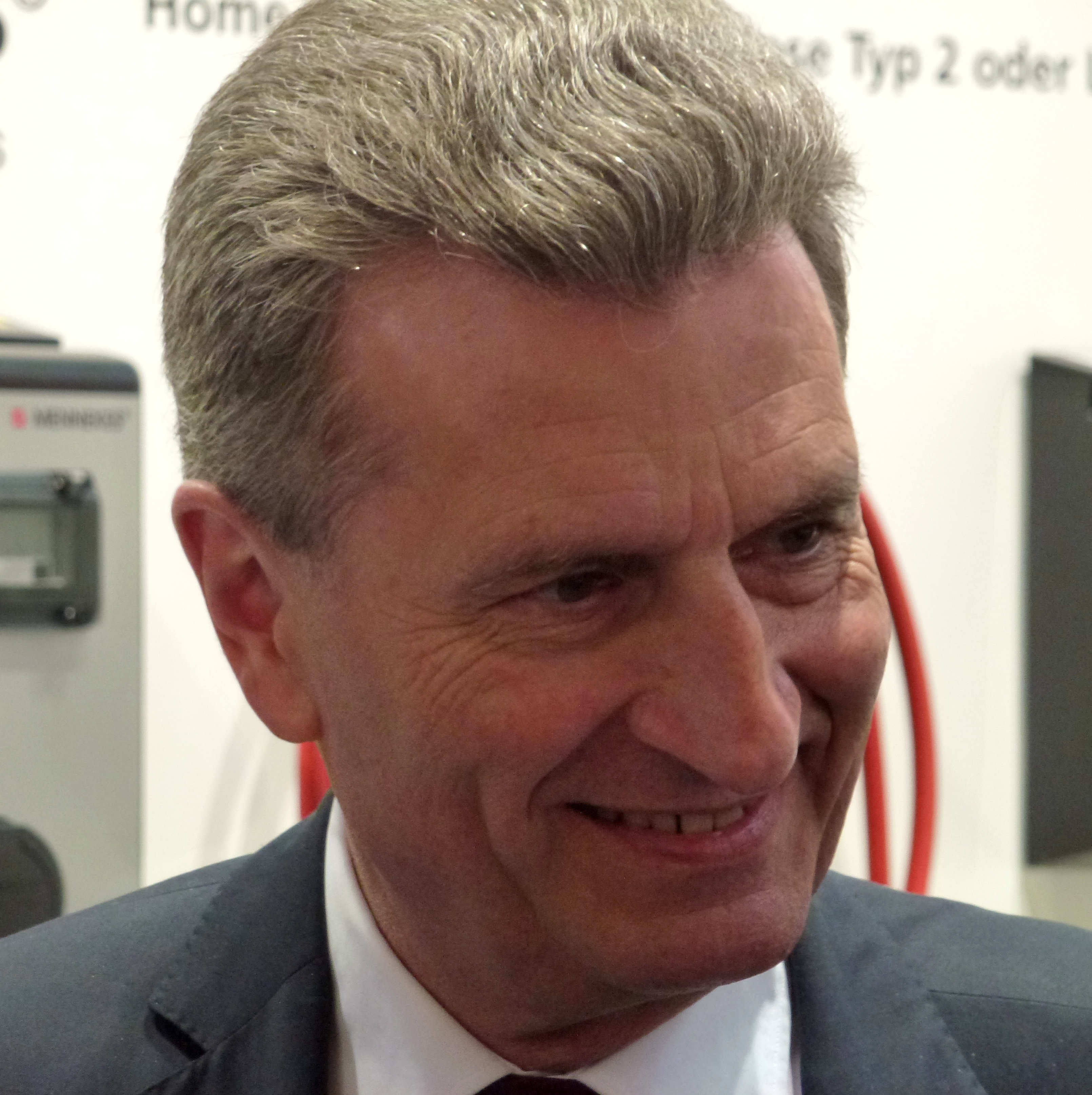
Günther Oettinger 2013

Ende 2009 nominierte der Rat der Europäischen Union Oettinger auf Vorschlag von Bundeskanzlerin Angela Merkel als das deutsche Mitglied der Europäischen Kommission, die Anfang 2010 neu besetzt wurde. Obwohl Oettinger zuvor europapolitisch kaum aktiv gewesen war und seine Nominierung bei der Kommission und im Europäischen Parlament zunächst auf Kritik stieß, wies ihm Kommissionspräsident José Manuel Barroso das verhältnismäßig wichtige Ressort des Energiekommissars zu. Am 9. Februar 2010 wurde die Kommission Barroso II durch das Europäische Parlament endgültig bestätigt. Bereits vorab bestimmte Oettinger den hohen EU-Beamten und Brüsseler Europa-Union-Vorsitzenden Michael Köhler als seinen zukünftigen Kabinettschef („Chefberater“). Die offizielle Amtsübernahme erfolgte am 10. Februar 2010. Sein überraschend positiver Auftritt bei der Anhörung vor dem Europäischen Parlament brachte ihm den Ruf eines Netzwerkers ein, sowohl durch seine Partei CDU als auch der überparteilichen Europa-Union.
Am 1. Juli 2014 wurde Oettinger nach dem Wechsel von Viviane Reding und Antonio Tajani ins Europäische Parlament Vizepräsident der Kommission. Damit einher ging eine Gehaltssteigerung um 3.150 €. Dieses Amt bekleidete er aber nur bis zum Ende der Kommission Barroso II im September 2014.
In seiner Amtszeit als EU-Energiekommissar verbot Oettinger die Regelung, dass Strom- und Gaskunden Gebühren für den Wechsel zu einem anderen Versorger bezahlen mussten. Mit seinem Vorhaben, einen Europäischen Energiebinnenmarkt zu schaffen, scheiterte er an den Widerständen der Mitgliedsstaaten und ihrer Regierungen, obwohl Experten darin die Möglichkeit sehen, die hohen Energiekosten in der EU zu senken und die Wirtschaft wettbewerbsfähiger zu machen. Darin enthalten sein müsse nach seiner Ansicht auch die Anbindung des Baltischen Verbundsystems, da das Baltikum zu 100 % von russischen Öl- und Gaslieferungen abhängig war und sein Elektrizitätsnetz nicht mit dem kontinentaleuropäischen Verbundnetz verbunden ist.
Im September 2014 konnte Oettinger als EU-Energiekommissar durch seine Verhandlung den sogenannten Gasstreit zwischen der Ukraine und Russland beenden.

#### EU-Kommissar für Digitalwirtschaft
Am 10. September 2014 teilte der designierte Kommissionspräsident Jean-Claude Juncker mit, dass Oettinger EU-Kommissar für Digitalwirtschaft werden soll. Dafür musste er sich dem Hearing im Parlament stellen. Bei seiner ersten Anhörung im Parlament äußerte sich Oettinger zu den in den USA von Hackern verbreiteten Nacktfotos von Prominenten: „Wenn jemand so blöd ist und als Promi ein Nacktfoto von sich selbst macht und ins Netz stellt, kann [man] doch nicht von uns erwarten, dass wir ihn schützen.“ Tatsächlich waren die Fotos nicht frei zugänglich, sondern wurden aus nur für den Besitzer zugänglichen passwortgeschützten Cloud-Diensten gestohlen.

#### EU-Kommissar für Finanzplanung und Haushalt
Zum Jahresbeginn 2017 wurde Oettinger Kommissar für Finanzplanung und Haushalt, weil Amtsinhaberin Kristalina Georgiewa zur Weltbank wechselte. Seine Amtszeit als Haushaltskommissar endete im November 2019 mit dem Amtsantritt der Kommission von der Leyen I.

### Weiteres Berufsleben
Nach seinem Ausscheiden aus der EU-Kommission, deren Mitglieder am 1. November 2019 vollständig ausgewechselt wurden, ließ sich Oettinger 13 Beschäftigungsverhältnisse genehmigen, darunter als Kurator für Centrum für Europäische Politik, als Aufsichtsrat für Herrenknecht und Amundi und als Beirat bei Deloitte und bei der PR-Agentur Kekst CNC. Des Weiteren beantragte er die Zulassung für zwei weitere Beschäftigungsverhältnisse: Als Berater bei seiner eigenen, bereits bestehenden, Beratungsgesellschaft Oettinger Consulting und als Leiter eines ungarischen Innovationsrates. Im November 2020 wurde Oettinger Mitglied des Aufsichtsrats der Herrenknecht AG, wo er den ehemaligen Bahnchef Rüdiger Grube ablöste. Im November 2023 wurde Oettinger Aufsichtsratsvorsitzender des Immobilienkonzerns Gröner Group, welche sich seit Mai 2025 in einem Insolvenzverfahren befindet. 2024 wurde Oettinger Lobbyist für den chinesischen Fast-Fashion-Hersteller Shein und ist für diesen als „freier Berater [...] [für] Cybersicherheit, Datenschutz und Geopolitik“ tätig.

### Sonstiges Engagement
Während seines Studiums wurde Oettinger Mitglied der schlagenden Studentenverbindung Landsmannschaft Ulmia zu Tübingen.
Im Sommer 2008 übernahm Günther Oettinger die Schirmherrschaft über das Sozialprojekt Wir helfen Afrika zur Fußball-Weltmeisterschaft 2010 in Südafrika.
Oettinger war, einer Tradition baden-württembergischer Ministerpräsidenten folgend, Mitglied des rechtskonservativen Studienzentrums Weikersheim, ließ seine Mitgliedschaft nach Kritik im Zuge der „Filbinger-Affäre“ jedoch zunächst ruhen und beendete sie am 22. Mai 2007, weil die Mitgliedschaft keinen Bezug zum Amt des Ministerpräsidenten habe und das Studienzentrum nicht originär Landesinteressen diene.
Im Januar 2014 übernahm Günther Oettinger die Schirmherrschaft über das Kinder-Sozialprojekt Zirkuspalast, bei dem über 1700 Kindern und Jugendlichen jedes Jahr ein kostenloser Zirkusbesuch ermöglicht wird. Bei dem Verein miteinander e. V., der sich für Projekte für Kinder und Jugendliche engagiert, ist Oettinger seit September 2014 Schirmherr. Oettinger ist zudem ein Teil des Präsidialrates der Björn Steiger Stiftung.
Oettinger war bis 2019 langjähriges Mitglied der überparteilichen Europa-Union Deutschland.
Seit Februar 2020 ist Oettinger Präsident des United Europe e. V.

### Privates
Günther Oettinger war seit 1994 mit Inken Oettinger, geb. Stange, verheiratet und hat mit ihr einen Sohn. Am 9. Dezember 2007 gab das Ehepaar Oettinger seine Trennung bekannt. Am 14. November 2008 stellte er Friederike Beyer, eine 25 Jahre jüngere Veranstaltungsmanagerin aus Hamburg und dort Vorstandsmitglied in der Stiftung „Lebendige Stadt“, als seine neue Lebensgefährtin der Öffentlichkeit vor. Er ist bekennender Anhänger des VfB Stuttgart.

## Politische Positionen, Kritik und Kontroversen

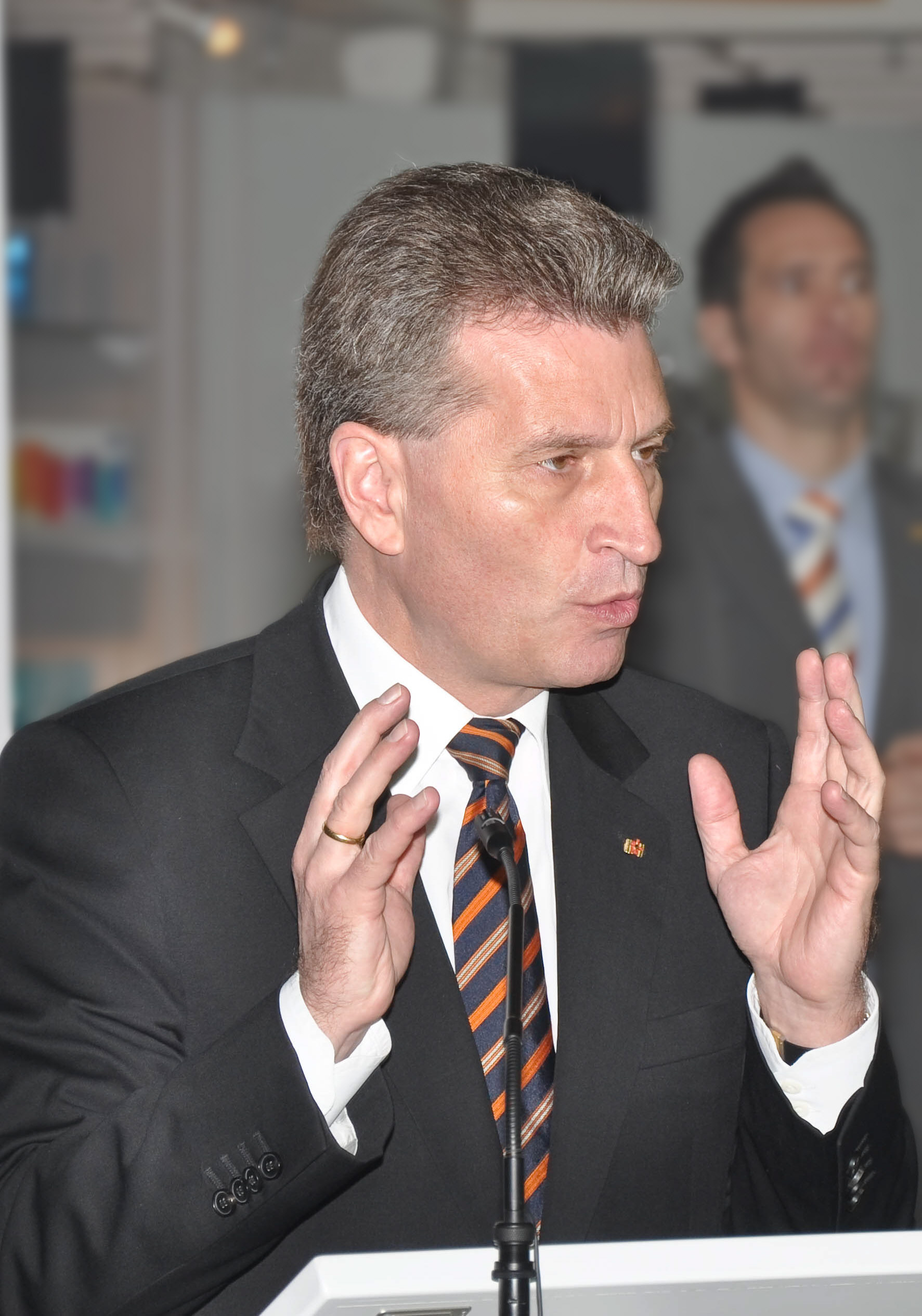
Günther Oettinger (2009)

### Wirken als Ministerpräsident
Oettinger vertritt einen konservativen Grundkurs und gehört zu den engagiertesten Befürwortern der Kernenergie. Er löste durch umstrittene Äußerungen zu verschiedenen Themen wiederholt Kontroversen aus.

#### Filbinger-Trauerrede
Für heftige öffentliche Kritik sorgte Oettinger am 11. April 2007 mit seiner Trauerrede beim Staatsakt im Freiburger Münster zum Begräbnis von Hans Filbinger, einem seiner Vorgänger im Amt des baden-württembergischen Ministerpräsidenten, der 1978 nach öffentlichem Druck zurückgetreten war (Filbinger-Affäre). Oettinger hatte in dieser Rede ausgeführt:

„Anders als in einigen Nachrufen zu lesen, gilt es festzuhalten: Hans Filbinger war kein Nationalsozialist. Im Gegenteil: Er war ein Gegner des NS-Regimes. […] Es bleibt festzuhalten: Es gibt kein Urteil von Hans Filbinger, durch das ein Mensch sein Leben verloren hätte.“

Oettinger wurde dafür von verschiedener Seite öffentlich kritisiert. Der Dramatiker Rolf Hochhuth verwies darauf, dass Filbinger als Marinestabsrichter gegen den Deserteur Walter Gröger ein Todesurteil beantragt hatte. Infolge des Urteils wurde Gröger am 16. März 1945 erschossen. Weitere Kritik äußerten der Zentralrat der Juden in Deutschland und Bundeskanzlerin Angela Merkel. Rufe nach einer Entschuldigung und Rücktrittsforderungen wurden laut. Oettinger verteidigte seine Äußerungen zunächst in einem offenen Brief und sagte: „Meine Rede war öffentlich, ernst gemeint, und die bleibt so stehen.“ Er berichtete, auch viel Zustimmung und Lob erhalten zu haben. Der ehemalige baden-württembergische Kultus- und Finanzminister Gerhard Mayer-Vorfelder nahm Oettinger in Schutz. Am 16. April erklärte Oettinger dann, dass er sich von seinen eigenen Äußerungen distanziere.

#### Äußerungen zum Thema Krieg
Während einer Veranstaltung der Landsmannschaft Ulmia Tübingen am 29. Januar 2007 äußerte sich Oettinger über die Wettbewerbssituation in Deutschland: „In einer Wohlstandsgesellschaft gibt es weniger Dynamik als in den Aufbaujahren nach dem Krieg. Wir sind in der unglaublich schönen Lage, nur von Freunden umgeben zu sein. Das Dumme ist, es kommt kein Krieg mehr. Früher, bei der Rente oder der Staatsverschuldung haben Kriege Veränderungen gebracht. Heute, ohne Notsituation, muss man das aus eigener Kraft schaffen.“

#### „Sprachpanscher des Jahres“
Oettinger wurde 2005 von der Zeitschrift Deutsche Sprachwelt als „Sprachsünder“ angeprangert und erhielt 2006 vom Verein Deutsche Sprache den Negativtitel „Sprachpanscher des Jahres“. Anlass waren seine Äußerungen in einem SWR-Interview vom November 2005: „Englisch wird die Arbeitssprache. Deutsch bleibt die Sprache der Familie und der Freizeit, die Sprache, in der man Privates liest.“
Im Oktober 2009 äußerte sich Oettinger vor der Landespressekonferenz: „Ich bin in Englisch für das Gespräch sehr sicher.“ Im Januar 2010 wurden in einem YouTube-Video Teile einer im Dezember 2009 in Berlin anlässlich einer Konferenz der New Yorker Columbia University auf Englisch gehaltenen Rede zusammengeschnitten, bei der erhebliche Schwierigkeiten Oettingers mit der Aussprache deutlich wurden. Das Video wurde in kurzer Zeit sehr häufig abgerufen, aber aus urheberrechtlichen Gründen zunächst von YouTube gelöscht. Auf Grund der Viralität des Internets tauchte das Video jedoch rasch wieder auf und ist dort immer noch zu finden. Die Harald Schmidt Show, TV total, extra 3, Spiegel TV und andere Unterhaltungssendungen griffen Oettingers Aussprache satirisch auf. Besonders hervorgehoben wurde dabei seine zuvor nachdrücklich vertretene Auffassung, dass heutzutage jeder Deutsche Englisch beherrschen müsse – selbst der Facharbeiter an der Maschine. Der Journalist und Sprachkritiker Wolf Schneider bezeichnete Oettingers Rede als „das Grausamste, was man jemals in englischer Sprache auf der nördlichen Erdhalbkugel hören musste.“

#### Äußerungen zum Privatfernsehen
Bei einem Neujahrsempfang der CDU in Markgröningen (Wahlkreis) am 8. Januar 2008 sagte Oettinger, dass das „Scheiß-Privatfernsehen“ eine Mitschuld an der zunehmenden Gewaltbereitschaft von Jugendlichen habe. Konkret nannte er die Sender Super RTL und RTL II, die sich in der Folgezeit heftig gegen die Angriffe wehrten.

#### Rolle bei Stuttgart 21
Im Oktober 2010 wurde bekannt, dass Oettingers Lebensgefährtin Friederike Beyer Mitglied im geschäftsführenden Vorstand einer Stiftung von ECE ist. ECE, ein Shoppingcenter-Betreiber aus Hamburg, möchte auf dem Gelände von Stuttgart 21 ein Einkaufszentrum errichten. Oettinger gilt seit Jahren als Befürworter des Großprojekts. Die Stiftung ECE war im Zusammenhang mit Stuttgart 21 auch deshalb in Kritik geraten, weil ihr auch die ehemalige baden-württembergische Verkehrs- und Umweltministerin Tanja Gönner angehört.
Nach einem Bericht des Spiegels im November 2011 zeigen bis dahin unveröffentlichte Dokumente, dass die damalige Landesregierung schon 2009 mit höheren Kosten rechnete – Parlament und Öffentlichkeit aber nicht darüber informierte. Oettinger untersagte daraufhin weitere Berechnungen, da entsprechende Kosten in der Öffentlichkeit schwer kommunizierbar seien.
Am 20. November 2011 sagte Oettinger in Freiburg: „Sie sagen, alle(s) seien Kopfbahnhöfe. Stimmt doch gar nicht! Strasbourg – Durchgangsbahnhof. Karlsruhe – Durchgangsbahnhof. Es stimmt, Paris ist ein Kopfbahnhof, Gare de l’Est. Warum? Weil es westlich von Paris keine Menschen mehr gibt, sondern (nur) Kühe und Atlantik. – Stuttgart, aber Stuttgart ist/liegt? mittendrin. Das heißt, in Paris stellt das Thema sich gar nicht, und in Stuttgart ist das Thema elementar, und hinzu kommt, alle neuen Bahnhöfe, alle (…?…) Bahnhöfe werden im Regelfall als Durchgangsbahnhof gebaut. Deswegen spricht viel, nein alles für Stuttgart als Durchgangsbahnhof hoch auf den Flughafen.“

### Wirken als EU-Kommissar für Energie

#### Energiepolitik
Als Kommissar sprach sich Oettinger unter anderem dafür aus, eine europaweit harmonisierte Einspeisevergütung für Solarstrom nach dem Vorbild des Erneuerbare-Energien-Gesetz einzurichten. Eine entsprechende Initiative hatte die Europäische Kommission bereits 2008 untersucht, dann aber aufgegeben, da die nationalen Unterschiede zwischen den verschiedenen Förderprogrammen für erneuerbare Energien zu groß seien. Oettingers Vorschlag kam im Sommer 2010 zu einem Zeitpunkt, zu dem verschiedene Länder mit sehr weitgehenden Förderprogrammen dabei waren, diese zu kürzen. Nach Widerstand in einigen Ländern zog Oettinger den Vorschlag jedoch wieder zurück. Im Vorfeld des „Energie-Gipfels“ des Europäischen Rates während der ungarischen EU-Ratspräsidentschaft im Februar 2011 sprach er sich zudem für einen raschen Ausbau des Energie-Binnenmarkts und eine Finanzierung der transeuropäischen Energienetze mithilfe von EU-Projektbonds aus.
Infolge des Erdbebens in Japan am 11. März 2011 und der darauffolgenden Nuklearkatastrophe von Fukushima forderte Oettinger, über einen EU-weiten Atomausstieg zu diskutieren, und initiierte ein Krisentreffen des Energieministerrats mit Vertretern der Energiekonzerne und Kontrollbehörden sowie Kernkraftwerksbetreibern und -herstellern, bei dem EU-weite Stresstests für Kernkraftwerke vereinbart wurden; er sprach sich gegen eine „Verwässerung“ der geplanten EU-Stresstests z. B. durch England und Frankreich aus.
Im Dezember 2011 berichteten mehrere Medien, dass Oettinger in seiner Funktion als EU-Energiekommissar den Ausbau der Kernenergie in Europa vorantreibe. Demnach sehe der unter Oettinger erarbeitete „Energiefahrplan 2050“ der EU einen Neubau von 40 Kernkraftwerken bis 2030 vor. Auch Subventionen analog der Einspeisevergütung für Erneuerbare Energien seien demnach für Kernkraftwerke denkbar. Die bestehenden Zweifel in der europäischen Öffentlichkeit sollen laut Energiefahrplan mit neuen Technologien ausgeräumt werden.
Im Januar 2012 schlug Oettinger in der Rheinischen Post eine Fusion der beiden Energiekonzerne E.ON und RWE vor, da die beiden Konzerne im Vergleich mit anderen großen Energiekonzernen „nur Regionalliga“ seien. Wolle Deutschland dagegen „in der Weltliga mitspielen“, benötige es einen „nationalen Player von entsprechender Größe“. Dieser Vorschlag stieß sowohl beim Bundeskartellamt als auch beim Bund der Energieverbraucher aufgrund der ohnehin schon dominanten Marktposition der beiden Konzerne auf starke Kritik. Auch das DIW äußerte sich mit Verweis auf kartellrechtliche Probleme kritisch zu dem Vorschlag.
Im Oktober 2013 geriet Oettinger in die Kritik, weil er den EU-Bericht zur staatlichen Subventionierung der europäischen Energiebranche geschönt und damit verfälscht habe. Oettinger vertritt die Ansicht, dass die erneuerbaren Energien in Europa zu stark subventioniert würden und forderte stets einen Abbau dieser Subventionen, da sie die Wettbewerbslage auf dem Energiemarkt verzerren würden. So ließ er im Jahr 2013 im europäischen Subventionsbericht für das Jahr 2011 detailliert auflisten, dass die Förderung der erneuerbaren Energien in Europa mit etwa 30 Milliarden Euro pro Jahr subventioniert würden, ließ jedoch gleichzeitig kurz vor Veröffentlichung des Berichts diejenigen Zahlen komplett aus dem Bericht streichen, die belegen, dass im gleichen Zeitraum in Europa die Kernkraft mit 35 Milliarden Euro sowie Kohle- und Gaskraftwerke mit weiteren 66 Milliarden Euro direkt und indirekt staatlich subventioniert wurden.
Ende Oktober 2013 forderte Oettinger, eine europaweit einheitliche Haftpflichtversicherung für Kernkraftwerke einzuführen, um „die wahren Kosten“ der Kernenergienutzung transparent zu machen. Die Höhe soll bei mindestens einer Mrd. Euro liegen. In Deutschland liegt die Haftpflicht für Kernkraftwerke bisher bei 2,5 Mrd. Euro. Die Kosten eines schweren Reaktorunfalls werden deutlich höher geschätzt; für die Nuklearkatastrophe von Fukushima wird mit einer Schadenssumme von ca. 187 Milliarden Euro gerechnet. In Europa wären nach einem Expertenbericht aufgrund der unterschiedlichen Topographie und Besiedlung mit noch deutlich höheren Kosten zu rechnen.
Oettinger unterstützt Fracking, indem er erklärte: „Deutschland ist so stark, dass es Gefahr läuft, notwendige Projekte, auch den Ausbau der Infrastruktur, zurückzustellen, dies würde sich im nächsten Jahrzehnt rächen.“
Oettinger setzte sich massiv für den Bau der Transadriatischen Pipeline ein, die aserbaidschanisches Gas durch Griechenland, Albanien und das Adriatische Meer nach Süditalien leitet. Für den Bau dieses Projekt gingen viele Aufträge an das baden-württembergische Unternehmen Herrenknecht, das schließlich Oettinger in seinen Aufsichtsrat berief.
Im Juni 2014 äußerte er bei einer Veranstaltung des CDU-Wirtschaftsrates der CDU, Deutschland sei „unterwandert“ von Hauseigentümern mit Solaranlagen, Bauern mit Biomassekraftwerken und Bürgern, die in Windkraftanlagen investieren. Er würde das EEG am liebsten komplett abschaffen, sehe hierfür jedoch keine Chance. Das Kind sei schon in den Brunnen gefallen.

#### Verhältnis zur Autoindustrie

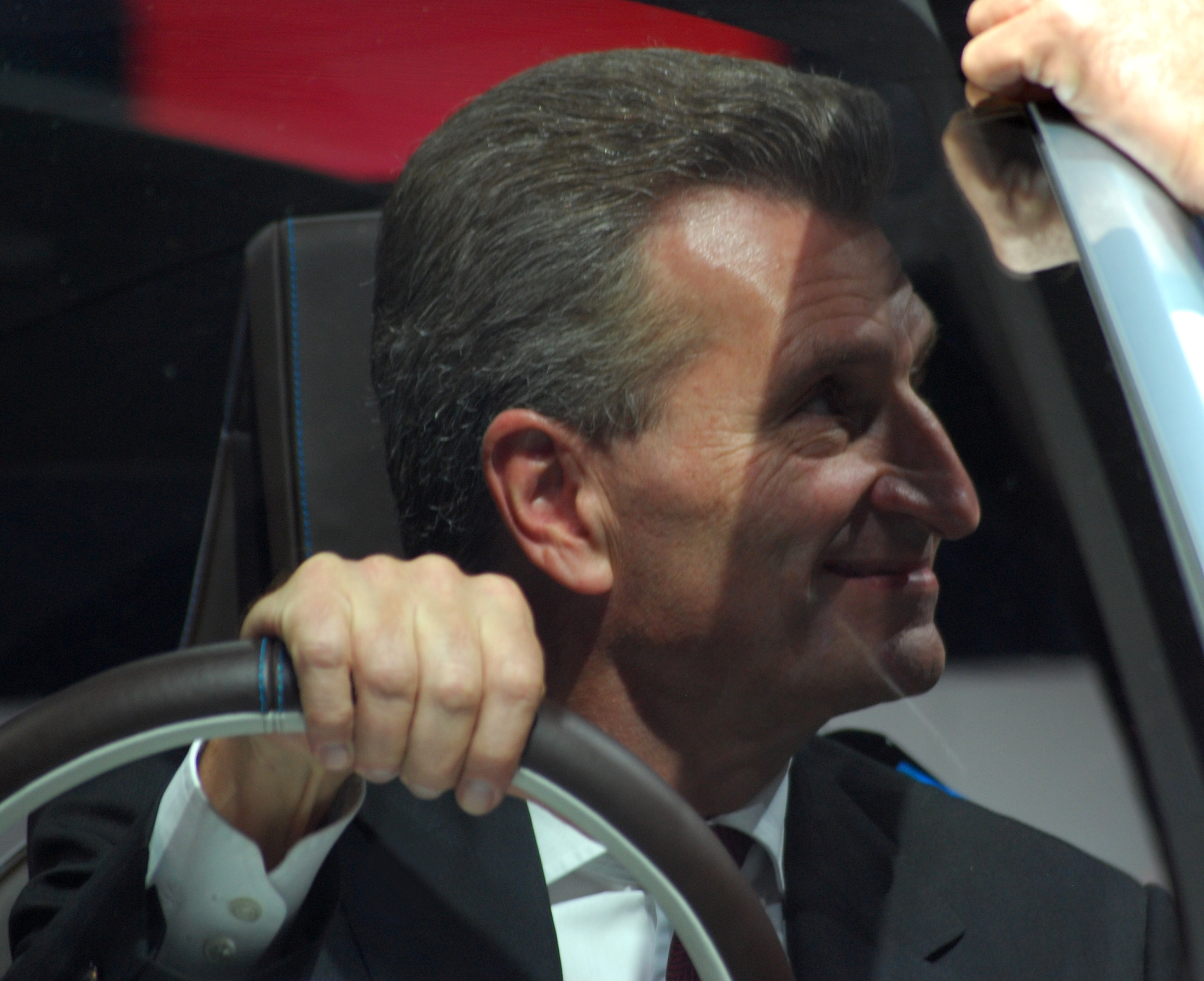
Günther Oettinger auf der IAA 2011

Im Juli 2012 setzte sich Oettinger auf Bitten von Volkswagen-AG-Chef Martin Winterkorn erfolgreich bei der EU-Kommission dafür ein, die Grenzwerte für den Flottenverbrauch der Autohersteller nicht zu stark abzusenken, so wie es EU-Klimakommissarin Connie Hedegaard anstrebt. Winterkorn hatte zuvor Oettinger in einem Brief darum gebeten, dass Volkswagen, dessen Flottenverbrauch höher liegt als der einer Reihe weiterer Hersteller, die sich auf sparsamere Modelle konzentrieren, aufgrund dieses Umstandes nicht schlechter gestellt werden dürfe als die Konkurrenz. Daraufhin beschloss die Kommission statt einer absoluten Reduktion der Flottenemissionen auf einen Mindestwert eine relative Absenkung der Emissionen; zudem wurden weitere Entlastungsmechanismen für die Automobilhersteller eingeführt. Am Tag nach dem Beschluss unterrichtete Oettinger Winterkorn in einem zweiseitigen Brief, persönlich über die entschärften Regelungen. Demnach enthalte die neue Fassung „einige nicht unwesentliche Verbesserungen im Vergleich zu dem ursprünglichen Vorschlag“, allerdings sei in manchen Bereichen „noch erheblicher Verbesserungsbedarf angezeigt“. Zudem begrüße er, dass die Kommission bei den Emissionsgrenzwerten „keine bindenden Verpflichtungen eingeht […], womit die Diskussion über unsere CO₂-Politik für Pkw nach 2020 ergebnisoffen geführt werden kann“. Von Teilen der Medien sowie von Umweltverbänden wurde Oettinger daraufhin stark kritisiert, zudem wurden Lobbyismus-Vorwürfe laut. Greenpeace warf Oettinger vor, „die Klimaauflagen zu verwässern“, der Verkehrsclub Deutschland nannte Oettinger einen „unverhohlene[n] Interessenvertreter der Industrie“. Der Verband der Automobilindustrie stellte sich dagegen hinter Oettinger: „Dass ein deutscher Kommissar auch deutsche Industrie- und Wirtschaftsthemen angeht, ist sein Job“, sagte dessen Präsident Matthias Wissmann.
Dem Oberbürgermeister von Tübingen, Boris Palmer, warf Oettinger im Jahr 2007 „Landesverrat“ vor, da dieser ein japanisches Hybridmodell (Toyota Prius) einem Mercedes-Benz-Verbrenner als Dienstwagen vorzog.

#### Äußerungen zur Europäischen Union
Oettinger befürwortet, im Gegensatz zu Angela Merkel, die Direktwahl des EU-Kommissionspräsidenten und nannte es: „das Ziel der Bundes-CDU“.
Im Zuge der Kontroversen zum Euro-Rettungsschirm schlug Oettinger vor, in dem hochverschuldeten Griechenland EU-Beamte in der Verwaltung einzusetzen, da diese im Gegensatz zu der „offensichtlich wenig leistungsfähige(n) Verwaltung“ in dem EU-Staat „ohne Rücksicht auf Widerstände agieren und den Schlendrian beenden“ könnten. Zudem machte er den Vorschlag, dass stark verschuldete Staaten ihre Haushaltshoheit auf Zeit an die EU abgeben sollten. Dies sei „eine echte Zumutung für jede Regierung und würde übermäßige Schuldenmacher ausbremsen.“ Außerdem brachte er in einem Interview mit der Bild das Aufgreifen einer „unkonventionellen Idee“ ins Spiel, zur symbolischen Abschreckung defizitärer Mitgliedsstaaten deren Flaggen vor EU-Gebäuden auf halbmast zu setzen. Mehr als 150 EU-Parlamentarier aller Fraktionen forderten daraufhin in einem Brief an Kommissionspräsident José Manuel Barroso die Rücknahme der Äußerung oder den Rücktritt Oettingers als Kommissar für Energie. Wie die Financial Times Deutschland berichtet stamme die von ihm eingebrachte Idee aus einem Gespräch mit der Chefredaktion der „Bild“. Ende September 2011 entschuldigte sich Oettinger für seine Äußerungen. Oettinger fordert weitere Sparmaßnahmen im Euro-Raum und erklärte, die EU könnte die nächsten Jahre nicht mehr für jeden Euro, den sie einnehme, Gegenleistungen in Form von Rente, kleineren Klassen, mehr Polizeipräsenz, weniger Schlaglöchern oder Dienstleistungen breitester Art erbringen. Das vom Sozialisten François Hollande regierte Frankreich rief er zu Reformen auf. Oettinger meint, es seien Arbeitsmarktreformen, längere Arbeitszeiten, Deckelung von Rentenzuwächsen sowie ein Abbau von Stellen im öffentlichen Dienst nötig, diese Stellung wird auch von den allermeisten Ökonomen und auch aus Frankreich unterstützt, da Frankreich unter den sehr hohen Kosten seines Sozialstaates leidet, und sich immer mehr internationale Unternehmen aus Frankreich zurückziehen.
Im Mai 2013 äußerte Oettinger sich laut einem Bericht der Bild-Zeitung in einer Rede vor der Deutsch-Belgisch-Luxemburgischen Handelskammer (debelux-AHK) sehr besorgt über die Lage in Frankreich und anderen EU-Ländern („Europa ist ein Sanierungsfall“, zitierte das Blatt Oettinger. „Mir macht Sorge, dass derzeit zu viele in Europa noch immer glauben, alles werde gut.“ Brüssel habe „die wahre schlechte Lage noch immer nicht genügend erkannt“. Statt die Wirtschafts- und Schuldenkrise zu bekämpfen, zelebriere Europa „Gutmenschentum“ und führe sich als „Erziehungsanstalt“ für den Rest der Welt auf. „Mir machen Länder Sorgen, die im Grunde genommen kaum regierbar sind: Bulgarien, Rumänien, Italien“). Die Forderungen in der CSU, Griechenland aus dem Euro-Raum auszuschließen, wies Oettinger als falsch und gefährlich zurück. Ebenso lehnt er die von Horst Seehofer vorgeschlagene Halbierung der EU-Kommission ab.
Zur europäischen Außenpolitik sagte Oettinger: „Ich möchte wetten, dass einmal ein deutscher Kanzler oder eine Kanzlerin im nächsten Jahrzehnt mit dem Kollegen aus Paris auf Knien nach Ankara robben wird, um die Türken zu bitten, Freunde, kommt zu uns.“ Die EU-Kommission distanzierte sich von seinen Aussagen.

### Wirken als EU-Kommissar für Digitales

#### Treffen mit Lobbyisten
Im Juni 2015 kam Oettinger nach einer Auswertung von Transparency International über die Treffen von Mitgliedern der EU-Kommission mit Interessenvertretern in die Kritik. Es wurde aufgezeigt, dass sich Oettinger nach einem halben Jahr seiner Amtszeit als EU-Kommissar für Digitales nur 2 Mal mit Lobbyisten von Nichtregierungsorganisationen getroffen hatte, aber 44 Mal mit denen von Unternehmen oder Wirtschaftsverbänden. Insbesondere wurde der Vorwurf erhoben, er würde sich insbesondere bei der Netzneutralität ausschließlich die Argumente der Netzbetreiber anhören.
Im Zeitraum Dezember 2014 bis April 2017 traf sich Oettinger 412 Mal mit Lobbyisten, was mit Abstand der höchste Wert aller 28 EU-Kommissare war. 83,2 % dieser Treffen fanden mit Vertretern von Firmen statt, was der zweithöchste Wert nach der Binnenmarkt- und Industriekommissarin Elżbieta Bieńkowska (86,9 %) war.

#### Urheberrechtsreform und Einsatz für Leistungsschutzrecht
Oettinger befürwortet in seiner Funktion als EU-Kommissar das Leistungsschutzrecht für Presseverleger (LSR) und plädiert für dessen Einführung auf europäischer Ebene im Zuge der Reform des EU-Urheberrechts. Im August 2016 wurde ein Arbeitspapier der EU-Kommission bekannt, welches eine dem Deutschen Leistungsschutzrecht entsprechenden Rechtsverordnung vorschlägt. Verlage würden demnach 20 Jahre lang das exklusive Nutzungsrecht an Online-Nachrichten erhalten, ohne Ausnahmen für Snippets. Dies könnte sogar die Überschrift betreffen.
Leonhard Dobusch wies nach der Veröffentlichung des Arbeitspapieres darauf hin, dass die EU-Kommission in diesem offen das Scheitern des LSR in Deutschland zugibt, weil es eben nicht zu erhöhten Einnahmen geführt habe. Doch statt den Versuch aufzugeben, wolle die EU-Kommission „nun die Dosis erhöhen“ und das LSR von „einem deutschen zu einem europäischen Problem machen“. Dies lasse „wenig Raum für Zweifel daran, dass dieses Ergebnis massivem Lobby-Druck der Presseverlage und den Wünschen von […] Günther Oettinger“ geschuldet sei, dem er eine Nähe zur Axel Springer SE vorwirft. Der Entwurf würde sich „wie eine Wunschliste der Verlagsindustrie“ lesen, so der Jurist Till Kreutzer von der Initiative gegen ein Leistungsschutzrecht. Laut dem EU-Abgeordneten Felix Reda würde der Entwurf „lauter Versuche [enthalten], veraltete Geschäftsmodelle vor dem Fortschritt zu schützen“. Die „Freiheit des kreativen Schaffens im Netz, Innovationschancen für Startups und der Abbau von Grenzen innerhalb der EU“ seien der Kollateralschaden.
Sowohl Vertreter der Internetwirtschaft als auch Verbraucherschützer und Bürgerrechtler kritisierten Oettinger scharf. Laut dem Branchenverband Bitkom würden durch die Pläne „vor allem kleinere Verlage leiden“. Der Eco – Verband der Internetwirtschaft bezeichnete es als „unbegreiflich“, dass der „Irrweg“ eines Leistungsschutzrechts beschritten werde. Dies würde sich „als Hemmschuh für die gesamte Informationsgesellschaft und Digitalisierung entpuppen“. Die Vereinigung European Digital Rights sagte, dass der Entwurf „nicht schlechter hätte ausfallen können“. Laut Verbraucherzentrale habe die EU-Kommission „nur die Wünsche von Konzernlobbyisten wie der Verleger berücksichtigt“.

#### Mai 2016: Flug im Privatjet eines Russland-Lobbyisten nach Ungarn
Im Zusammenhang mit dem geplanten Bau zweier neuer Kernreaktoren am Kernkraftwerk Paks in Ungarn (Paks II) für ca. 12 Mrd. Euro durch das russische Atom-Konsortium Rosatom mit einer durch Russland ohne Ausschreibung angebotenen und geplanten Finanzierung wurde die damit verbundene Kritik angeheizt durch einen Flug des bis September 2014 für Energiefragen zuständigen EU-Kommissars Günther Oettinger im Privatflugzeug des Russland-Lobbyisten Klaus Mangold im Mai 2016 nach Budapest.

#### Oktober 2016: Rede in Hamburg
In einer Rede am 26. Oktober 2016 bei einer Veranstaltung des AGA Unternehmensverbandes zum Thema Digitalisierung bezeichnete Oettinger Chinesen als „Schlitzohren und Schlitzaugen“, die schwarze Schuhcreme im Haar trugen, sprach von einer drohenden Einführung der „Pflicht-Homoehe“ und kritisierte die Frauenquote, die Mütterrente, die Mindestrente, die Rente mit 63 und das Betreuungsgeld. Die Aussagen wurden von vielen Beobachtern als diskriminierend bewertet. Nach Bekanntwerden der Äußerungen am 28. Oktober 2016 wurde seine Tauglichkeit als EU-Haushaltskommissar von einigen Innenpolitikern in Frage gestellt. Die EU-Kommission wollte die Äußerungen nicht kommentieren, zog ihre Authentizität aber nicht in Zweifel. Am gleichen Tag der Veröffentlichung des Rede-Mitschnitts auf dem Videoportal YouTube hatte die EU-Kommission verkündet, Oettinger werde künftig das Ressort für Haushalt und Budget übernehmen. Oettinger verteidigte seine Äußerungen später und lehnte eine Entschuldigung ab. In einem Interview mit der Zeitung Die Welt bezeichnete er seine Benennung von Chinesen als „Schlitzaugen“ als „etwas saloppe Äußerung“. Später wurde bekannt, dass er sich auch über die Wallonie abfällig geäußert hatte: Die Region werde „von Kommunisten geführt“, die ganz Europa blockierten. Der belgische Wirtschafts- und Handelsattaché für die Region Wallonien in Hamburg Frank Compernolle, der bei der Rede anwesend war, verließ nach eigener Aussage den Saal. Trotz der abfälligen Äußerungen sprach Bundeskanzlerin Angela Merkel Oettinger ihr volles Vertrauen aus. Eine Sprecherin des chinesischen Außenministeriums kritisierte dagegen am 2. November 2016 Oettingers Äußerungen. Sie konstatierte ein „verblüffendes Überlegenheitsgefühl“ einiger westlicher Politiker. Sie hoffe, „dass sie lernen, sich selbst und andere objektiv zu betrachten und andere zu respektieren und als Gleichberechtigte zu behandeln.“ Am 3. November entschuldigte sich Oettinger für seine diskriminierenden Äußerungen gegenüber Chinesen.

### Wirken als EU-Kommissar für Haushalt und Personal
Im Mai 2018 erregte ein Interview mit Oettinger Aufsehen, als er zur anstehenden Wahl Italien die Erwartung ausdrückte, die nächsten Wochen würden „zeigen, dass die Märkte, dass die Staatsanleihen, dass die Wirtschaftsentwicklung Italiens so einschneidend sein könnten, dass dies für die Wähler doch ein mögliches Signal ist, nicht Populisten von Links und Rechts zu wählen“. Italienische Politiker fassten das als Drohung auf und legten ihm einen Rücktritt nahe.

### Pizzeria-Affäre, 2018
In der sog. „Pizzeria-Affäre“ wurde bekannt, dass auf einer Aufzeichnung des Verfassungsschutzes eines unter Mafia-Verdacht stehenden Wirtes, Mario Lavorato, auch die Stimme Oettingers zu hören ist. Da der Wirt mit Oettinger befreundet war, wurde der Verdacht geäußert, dass Oettinger unwissentlich Geheimnisse an die Mafia verraten habe. Das konnte er jedoch später glaubhaft widerlegen. Ein Untersuchungsausschuss kam 1994 nach der sogenannten Pizzeria-Affäre zu dem Ergebnis, Oettinger habe sich nicht des Verrats von Dienstgeheimnissen schuldig gemacht. Als 2018 insgesamt 169 mutmaßliche Mafia-Mitglieder im Rahmen der Operation Styx verhaftet wurden, wurde auch dieser Wirt in Kalabrien verhaftet; der Vorwurf lautete, ein Mitglied der ’Ndrangheta zu sein.

### Berater von Viktor Orbán
Seit Februar 2020 ist Oettinger Berater von Viktor Orbán.

## Präsident der EBS
Seit 2021 ist er Präsident der EBS Universität für Wirtschaft und Recht.

## Ehrungen und Auszeichnungen
- 2004: Verdienstorden der Bundesrepublik Deutschland (Verdienstkreuz (I. Klasse))
- 2013: Orden für Verdienste um Litauen (Großkreuz)
- 2015: Medaille für besondere Verdienste um Bayern in einem Vereinten Europa
- 2015: Verdienstorden des Landes Baden-Württemberg
- 2019: Ehrennadel der Wirtschaftskammer Österreich in Anerkennung herausragender Verdienste um die österreichische Wirtschaft
- 2020: Alefanzorden des Fasnachtsmuseums Schloss Langenstein[126]
- 2020: Ehrenbürger der Stadt Ditzingen[127]

## Kabinette
- Kabinett Oettinger I (2005–2006)
- Kabinett Oettinger II (2006–2010)